# Graßmann-Zahl
Die Graßmann-Zahlen (nach Hermann Graßmann, häufig auch in Englischer Sprache angepasster Schreibweise Grassmann) sind antikommutierende Zahlen, die im Rahmen des Pfadintegral-Formalismus für Fermionen in den Quantenfeldtheorien auftreten. Ein Pionier ihrer Verwendung in der Quantenfeldtheorie war Felix Berezin. Danach sind sie mathematisch der Teil ungerader Parität einer {\displaystyle \mathbb {Z} _{2}}-gradierten Algebra aus kommutierenden (Parität {\displaystyle P=0}) und nicht-kommutierenden (Parität {\displaystyle P=1}) Elementen (Superalgebra). Für die Multiplikation gilt darin für je zwei Elemente {\displaystyle A,B}:
{\displaystyle A\,B=(-)^{P_{A}\cdot P_{B}}B\,A}.

## Eigenschaften
Seien {\displaystyle \zeta ,\eta ,\theta } Graßmann-Zahlen und {\displaystyle a,b,c,d\in \mathbb {C} } komplexe Zahlen. Dann gilt

### Definitorische Eigenschaften
- Graßmann-Zahlen sind antikommutativ bezüglich der Multiplikation:
 {\displaystyle \eta \theta =-\theta \eta }
- Graßmann-Zahlen sind kommutativ bezüglich der Addition:
 {\displaystyle \eta +\theta =\theta +\eta }
- Graßmann-Zahlen sind kommutativ bezüglich der Multiplikation mit einer komplexen Zahl:
 {\displaystyle a\eta =\eta a}
- Graßmann-Zahlen sind assoziativ sowohl bezüglich Addition als auch der Multiplikation
 {\displaystyle (\eta +\theta )+\zeta =\eta +(\theta +\zeta )}
 {\displaystyle (\eta \theta )\zeta =\eta (\theta \zeta )}
- Es gelten alle Ausprägungen des Distributivgesetzes:
 {\displaystyle a(\eta +\theta )=a\eta +a\theta }
 {\displaystyle \eta (\theta +\zeta )=\eta \theta +\eta \zeta }
 {\displaystyle \eta (a+b)=a\eta +b\eta }

### Folgerungen
- Die Summe von zwei Graßmann-Zahlen ist eine Graßmann-Zahl:
 {\displaystyle \zeta (\eta +\theta )=-(\eta +\theta )\zeta }
- Das Produkt einer Graßmann-Zahl mit einer komplexen Zahl ist eine Graßmann-Zahl:
 {\displaystyle (a\eta )\theta =-\theta (a\eta )}
- Das Produkt von zwei Graßmann-Zahlen ist keine Graßmann-Zahl:
 {\displaystyle (\zeta \eta )\theta =-\zeta \theta \eta =\theta (\zeta \eta )}
- Insbesondere ist das Quadrat einer Graßmann-Zahl Null:
 {\displaystyle \theta ^{2}=\theta \theta =-\theta \theta =0}
- Eine Funktion kann maximal erster Ordnung in einer Graßmann-Variable sein:
 {\displaystyle f(\eta ,\theta )=a+b\eta +c\theta +d\eta \theta }
 So ist beispielsweise mit der Reihendarstellung der Exponentialfunktion {\displaystyle \exp(\theta )=1+\theta }.

## Integration und Differentiation
Es ist möglich, Integral- und Differentialrechnung in Bezug auf Graßmann-Zahlen analog zu der in Bezug auf Funktionen komplexer Zahlen zu definieren:
- Differentiation von Graßmann-Zahlen geschieht von links. Sei {\displaystyle f(\eta ,\theta )=a+b\eta +c\theta +d\eta \theta }. Dann ist:
 {\displaystyle {\frac {\mathrm {d} f}{\mathrm {d} \eta }}=b+d\theta }
 {\displaystyle {\frac {\mathrm {d} f}{\mathrm {d} \theta }}=c-d\eta }
- Die Integration soll wie gewöhnlich ein lineares Funktional aus dem Funktionenraum in die komplexen Zahlen darstellen, es soll also gelten:
  - {\displaystyle \int f(\theta )\mathrm {\,} d\theta \in \mathbb {C} }
  - {\displaystyle \int (af(\theta )+bg(\theta )\,\mathrm {)} d\theta =a\int f(\theta )\,\mathrm {d} \theta +b\int g(\theta )\,\mathrm {d} \theta }
- Es folgen daraus die Integrationsregeln für Graßmann-Zahlen:
 {\displaystyle \int \theta \,\mathrm {d} \theta =1}
 {\displaystyle \int 1\,\mathrm {d} \theta =0}

## Anwendung
Graßmann-Variablen werden für den Pfadintegral-Formalismus für Fermionen benötigt. Dazu definiert man das erzeugende Funktional
{\displaystyle {\mathcal {Z}}[\eta ,{\bar {\eta }}]=\exp \left(-\mathrm {i} \int \mathrm {d} ^{4}x\left({\mathcal {L}}(\psi ,{\bar {\psi }})+\eta {\bar {\psi }}+\psi {\bar {\eta }}\right)\right)}
mit der Lagrangedichte für Fermionen {\displaystyle {\mathcal {L}}}, den fermionischen Graßmann-wertigen Feldern {\displaystyle \psi ,{\bar {\psi }}} und den Graßmann-Zahlen {\displaystyle \eta ,{\bar {\eta }}}. Dann gilt beispielsweise für die 2-Punkt Korrelationsfunktion (den fermionischen Propagator):
{\displaystyle \langle 0|T(\psi (x){\bar {\psi }}(y))|0\rangle ={\frac {\int {\mathcal {D}}\psi {\mathcal {D}}{\bar {\psi }}\,\psi (x){\bar {\psi }}(y){\mathcal {Z}}}{\int {\mathcal {D}}\psi {\mathcal {D}}{\bar {\psi }}{\mathcal {Z}}}}{\Bigg |}_{\eta ,{\bar {\eta }}=0}={\frac {1}{\int {\mathcal {D}}\psi {\mathcal {D}}{\bar {\psi }}{\mathcal {Z}}|_{\eta ,{\bar {\eta }}=0}}}\left({\frac {-\mathrm {i} \delta }{\delta {\bar {\eta }}(x)}}\right)\left({\frac {\mathrm {i} \delta }{\delta \eta (y)}}\right){\int {\mathcal {D}}\psi {\mathcal {D}}{\bar {\psi }}{\mathcal {Z}}}{\Bigg |}_{\eta ,{\bar {\eta }}=0}}

## Formale mathematische Definition
Sei {\displaystyle V} ein {\displaystyle n}-dimensionaler komplexer Vektorraum mit Basis {\displaystyle \theta _{i},i=1,\ldots ,n} und
{\displaystyle \Lambda (V)=\mathbb {C} \oplus V\oplus \left(V\wedge V\right)\oplus \left(V\wedge V\wedge V\right)\oplus \cdots \oplus \underbrace {\left(V\wedge V\wedge \cdots \wedge V\right)} _{n}\equiv \mathbb {C} \oplus \Lambda ^{1}V\oplus \Lambda ^{2}V\oplus \cdots \oplus \Lambda ^{n}V}
die äußere Algebra (Graßmann-Algebra) über {\displaystyle V}, wobei {\displaystyle \wedge } das äußere Produkt und {\displaystyle \oplus } die direkte Summe bezeichnet. 
Die Graßmann-Zahlen sind die Elemente dieser Algebra.  
Das Symbol {\displaystyle \wedge } wird in der Notation für Graßmann-Zahlen meist weggelassen.
Graßmann-Zahlen sind also von der Form
{\displaystyle z=\sum _{k=0}^{n}\sum _{i_{1},i_{2},\cdots ,i_{k}}c_{i_{1}i_{2}\cdots i_{k}}\theta _{i_{1}}\theta _{i_{2}}\cdots \theta _{i_{k}},}
für streng wachsende {\displaystyle k}-Tupel {\displaystyle (i_{1},i_{2},\ldots ,i_{k})} mit {\displaystyle 1\leq i_{j}\leq n,1\leq j\leq k}, und komplexe antisymmetrische Tensoren {\displaystyle c_{i_{1}i_{2}\cdots i_{k}}} vom Rang {\displaystyle k}.
Der Spezialfall {\displaystyle n=1} entspricht den 1873 von William Clifford eingeführten dualen Zahlen.
Für unendlich-dimensionale Vektorräume {\displaystyle V} bricht die Reihe
{\displaystyle \Lambda _{\infty }(V)=\mathbb {C} \oplus \Lambda ^{1}V\oplus \Lambda ^{2}V\oplus \cdots }
nicht ab und die Graßmann-Zahlen sind von der Form
{\displaystyle z=\sum _{k=0}^{\infty }\sum _{i_{1},i_{2},\cdots ,i_{k}}{\frac {1}{n!}}c_{i_{1}i_{2}\cdots i_{k}}\theta _{i_{1}}\theta _{i_{2}}\cdots \theta _{i_{k}}\equiv z_{B}+z_{S}=z_{B}+\sum _{k=1}^{\infty }\sum _{i_{1},i_{2},\cdots ,i_{k}}{\frac {1}{n!}}c_{i_{1}i_{2}\cdots i_{k}}\theta _{i_{1}}\theta _{i_{2}}\cdots \theta _{i_{k}},}
wobei dann {\displaystyle z_{B}} als Körper und {\displaystyle z_{S}} als Seele der Superzahl {\displaystyle z} bezeichnet wird.